# Iridium Communications
Iridium Communications is een Amerikaans bedrijf met een wereldwijd, commercieel systeem voor mobiele communicatie via satellieten. Vanaf de aarde wordt via de satellieten gecommuniceerd door middel van satelliettelefoons of andere geschikte communicatieapparatuur.

## Geschiedenis

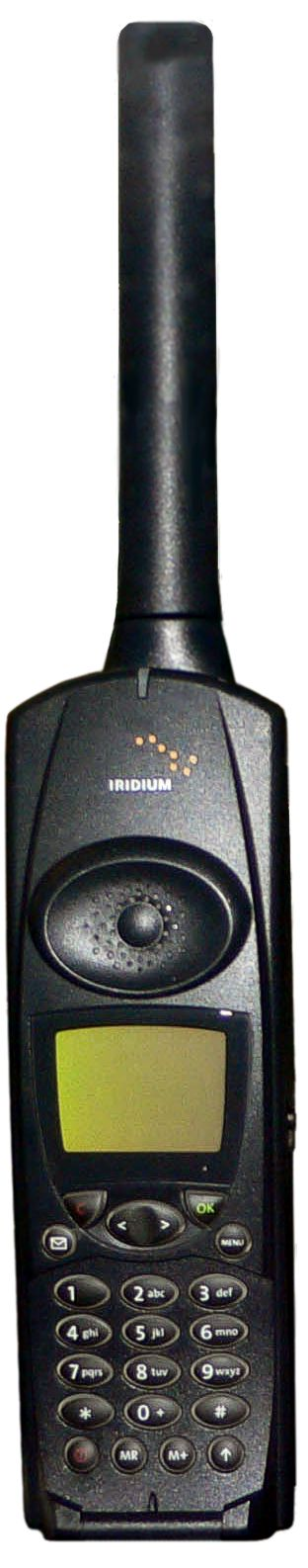
Het Iridium-toestel

Het doel van het Iridiumsysteem was om mobiele telefonie wereldwijd mogelijk te maken door middel van satellieten. Het ontstond in 1987 bij het Amerikaanse bedrijf Motorola. Het kreeg de naam van het scheikundig element met atoomnummer 77, omdat dit het oorspronkelijk geplande aantal satellieten was in het systeem; dit werd later teruggebracht tot 66 (plus een aantal in reserve).
Op 1 november 1998 startte de dienst, aangeboden door het bedrijf Iridium LLC. Succes bleef echter uit, en op 13 augustus 1999 vroeg het bedrijf bescherming tegen schuldeisers aan onder "Chapter 11" van de Amerikaanse faillissementswetgeving. Als oorzaak voor het failliet gaf het bedrijf op dat het niet voldoende abonnees kon aantrekken. De hoge prijs en de vrij onhandige, grote Motorola-satelliettelefoons werkten in het nadeel van Iridium. Tevens was in de tussenliggende jaren het bereik van terrestriële mobiele telefonie (GSM) sterk uitgebreid, hetgeen de noodzaak voor een systeem als dat van Iridium, of gelijkaardige systemen als Teledesic en Globalstar, verminderde.
De satellieten bleven inmiddels wel rond de aarde cirkelen en er werd gezocht naar een overname van het bedrijf. Dit gebeurde in 2001, door de nieuw opgerichte firma Iridium Satellite LLC (waarin Boeing een voorname investeerder is). Deze heeft in maart 2001 het systeem opnieuw opgestart, met als voornaamste klant het Amerikaanse ministerie van defensie.

## Het Iridium-netwerk
Doel van het Iridium-netwerk is om mobiele communicatie (zowel spraak als data) mogelijk te maken op elk punt van de aarde, in de eerste plaats daar waar er geen toegang is tot het GSM-netwerk. Het Iridium-systeem bestaat uit drie belangrijke componenten: (1) de Iridium-satellieten; (2) de speciale telefoons, en (3) een aantal grondstations.
Er zijn 66 satellieten in het netwerk, en dertien reserve-satellieten. De satellieten volgen een bijna polaire baan op een hoogte van 780 km, en hebben een omlooptijd van 100 minuten. De omloopbanen van de Iridium-satellieten zijn zodanig berekend dat er op elk moment minstens één satelliet zichtbaar is vanaf elk punt op aarde. Elke satelliet staat op zijn beurt op elk moment in verbinding met vier andere Iridium-satellieten. Gesprekken of boodschappen kunnen aldus van satelliet tot satelliet worden doorgegeven vanaf elk punt op aarde naar elk ander, zowel rechtstreeks tussen twee Iridium-telefoons als tussen een Iridium-telefoon en een andere telefoon, via een van de grondstations. Om naar een Iridium-telefoon te bellen moet men eerst het "landnummer" 8816 of 8817 kiezen.
De "bus" voor de satellieten werd ontworpen door Lockheed-Martin, terwijl Motorola de elektronica en de speciale satelliettelefoons ontwierp. De eerste vijf Iridium-satellieten werden op 5 mei 1997 gelanceerd vanaf Vandenberg Air Force Base in Californië met een Delta II. Vervolgens werden in 1997 en 1998 de andere satellieten gelanceerd met Amerikaanse Delta II (vijf satellieten per lancering), Chinese Lange Mars 2C- (twee satellieten per lancering) en Russische Proton-K-raketten (zeven satellieten per lancering). In 2002 werden twee vervangingssatellieten gelanceerd met een Europees/Russische Rokot.

### Satellietbotsing
Op 10 februari 2009 ging satelliet Iridium 33 verloren als gevolg van een botsing met satelliet Kosmos-2251. Kosmos-2251 was al sinds 1995 inactief en vloog in een baan dwars op de baan van de Iridiumsatelliet. De Iridiumsatelliet had geen ontwijkingsmanoeuvre gemaakt omdat de satellieten elkaar volgens berekeningen op 500 meter zouden passeren. Dit betrof de eerste botsing ooit tussen twee ruimtevaartuigen op hoge snelheid. Beide satellieten spatten in meer dan duizend stukken groter dan 10 centimeter uiteen.

### Iridium NEXT
In de periode van januari 2017 tot en met januari 2019 bracht Iridium een nieuwe generatie van 72, krachtigere satellieten genaamd Iridium NEXT in de ruimte ter vervanging van het oude Iridium-stelsel. Deze nieuwe satellieten zijn door Orbital ATK gebouwd. Op 6 januari 2017 gaf de FAA toestemming voor de lancering van zeven Falcon 9-draagraketten vanaf Vandenberg Air Force Base met aan boord tien Iridium NEXT-satellieten per lancering. Deze vergunning was tot 2019 geldig. De laatste twee satellieten zouden in eerste instantie met een Russische Dnepr-raket gelanceerd worden. Doordat de Russische autoriteiten geen toestemming voor deze lancering verleende werd besloten ook deze twee satellieten samen met drie extra Iridium-NEXT satellieten met een achtste Falcon 9 te lanceren. De overgebleven liftcapaciteit van deze raket zou door twee NASA satellieten ingenomen worden. De meeste oude satellieten zullen na buitengebruikstelling een deorbit-manoeuvre maken en verbranden in de atmosfeer. Iridium heeft echter voor tien satellieten die weinig brandstof over hebben toestemming gekregen voor een deorbit-manoeuvre die 25 jaar in beslag mag nemen.
De nieuwe satellieten bevatten ook instrumenten van derde partijen die in de gaten houden waar schepen en vliegtuigen zich bevinden. Deze instrumenten hebben hun eigen communicatie-antennes en zend/ontvangst-frequenties en maken dus geen deel uit van het iridium netwerk.
Satellieten 1 t/m 10 werden op 14 januari 2017 gelanceerd. De eerste deorbits van oude satellieten gebeurden in de zomer van 2017. Iridium-CEO Matt Desch gaf in juni 2017 aan open te staan voor het hergebruiken van Falcon 9 boosters als SpaceX daarmee het lanceerschema kan versnellen. Vlucht 4 werd met dezelfde booster-trap als vlucht 2 gelanceerd. De laatste tien satellieten werden op 11 januari 2019 gelanceerd. Op 6 februari 2019, nadat de 66e satelliet was opgestart, verklaarde Iridium het Iridium Next-netwerk operationeel.

#### Iridium NEXT lanceringen
- Iridium-1 1 t/m 10, 14 januari 2017, 17:54:39 UTC, Falcon 9-FT Block 3
- Iridium-2 11 t/m 20, 25 juni 2017, 20:25:14 UTC, Falcon 9-FT Block 3
- Iridium-3 21 t/m 30, 9 oktober 2017, 12:37:01 UTC Falcon 9-FT Block 4
- Iridium-4 31 t/m 40, 23 december 2017 01:27:34 UTC, Falcon 9-FT Block 3
- Iridium-5 41 t/m 50, 30 maart 2018 14:13:51 UTC, Falcon 9-FT Block 4
- Iridium-6 51- t/m 55, 22 mei 2018, 19:47:58 UTC, Falcon 9-FT Block 4, rideshare met NASA’s GRACE Follow-On
- Iridium-7 56 t/m 65, 25 juli 2018, 11:39:26 UTC, Falcon 9 Block 5
- Iridium-8 66-75 11 januari 2019, 15:31:33 UTC, Falcon 9 Block 5
- Iridium-9 76-80 (reserve satellieten), 20 mei 2023, 13:16 UTC, Falcon 9 Block 5, rideshare met OneWeb 19[3][4]

Thales Alenia Space heeft nog negen Iridium Next-satellieten gebouwd die als reserve satellieten zullen worden gelanceerd. Op 24 juni 2020 werd bekendgemaakt dat zes daarvan met Terran 1-raketten van start up-bedrijf Relativity Space zouden worden gelanceerd vanaf Vandenberg Air Force Base. Die lanceringen moesten op zijn vroegst in 2023 beginnen. In september 2022 werd duidelijk dat Iridium vijf van die zes satellieten toch niet door Relativity zou laten lanceren maar door SpaceX. De Terran 1 werd in 2023 na een testvlucht geannuleerd.

## Flitsen
De satellieten van het originele Iridium-netwerk bevatten drie gepolijste antennes. Eén antenne staat gericht in de bewegingsrichting van de satelliet. Het kan voorkomen dat een van de twee andere antennes zodanig gepositioneerd wordt dat gedurende een korte periode licht van de zon weerkaatst wordt in de richting van de aarde. Als men op de juiste plaats op aarde staat kan men deze oplichting zien als een flits. Deze flitsen hebben helderheden die kunnen oplopen tot magnitude −8 (in uitzonderlijke gevallen zelfs tot −9,5), hetgeen zelfs overdag kan worden waargenomen. Door het grote aantal satellieten komen deze "Iridium-flitsen" regelmatig voor en doordat de baan van de satellieten vrij precies bekend is zijn ze ook voorspelbaar. Hoewel dit effect ook kan optreden bij andere satellieten komt dit in overgrote meerderheid voor bij de satellieten van het Iridium-netwerk. Wanneer de eerste generatie Iridiumsatellieten buiten werking wordt gesteld en ze terugkeren in de dampkring, zal het fenomeen van de Iridiumflitsen ook verdwijnen. Hoewel er tien satellieten zijn die 25 jaar over hun terugkeer doen zijn de flitsen van die tien na buitenwerkingstelling niet langer te voorspellen omdat deze satellieten niet meer actief uitgelijnd worden. De vervangende IridiumNext-satellieten hebben andere antennes die veel minder licht reflecteren.

## Trivia
De lancering van Iridium Next vlucht 4 trok veel media-aandacht. De lancering vond net na zonsondergang plaats, maar op grotere hoogte scheen de zon nog op de pluim van snel uitzettende hete gassen die de raket uitstootte. Doordat dit fenomeen vanuit het dichtbevolkte zuiden van Californië goed zichtbaar was werd massaal over een UFO gesproken op sociale media. Enkele automobilisten die door dit schemeringsfenomeen werden afgeleid veroorzaakten verkeersongevallen.